# Thiago Bührer
Thiago Fernando Bührer (São José dos Pinhais, 26 de novembro de 1983) é um fisioterapeuta e politico brasileiro filiado ao União Brasil.

## Biografia
Formado em fisioterapia com pós graduação em gestão pública.Filho do político Francisco Bührer, começou a sua carreira sendo nomeado pelo prefeito Luiz Carlos Setim, Secretário Municipal de Esportes e Lazer de São José dos Pinhais em 2013. Em 2017, foi vice-prefeito de São José dos Pinhais.E além disso foi Secretário de Obras e de Secretário de Governo na mesma cidade.
Nas eleições estaduais de 2022 foi eleito deputado estadual, pelo União Brasil (UNIÃO) com 50.948 votos.